# C'est dur d'être un homme : Le Bon Samaritain
Série C'est dur d'être un homme
C'est dur d'être un homme : Un air de candeur
(1971) C'est dur d'être un homme : Une vie simple
(1971)
Pour plus de détails, voir Fiche technique et Distribution.
C'est dur d'être un homme : Le Bon Samaritain (男はつらいよ 奮闘篇, Otoko wa tsurai yo: Funtō hen) est un film japonais réalisé par Yōji Yamada et sorti en 1971. C'est le 7e des cinquante films de la série C'est dur d'être un homme.

## Fiche technique
- Titre : C'est dur d'être un homme : Le Bon Samaritain[1]
- Titre original : 男はつらいよ 奮闘篇 (Otoko wa tsurai yo: Funtō hen?)
- Titre anglais : Tora-san, the Good Samaritan[2]
- Réalisation : Yōji Yamada
- Scénario : Yōji Yamada et Yoshitaka Asama
- Photographie : Tetsuo Takaha (ja)
- Montage : Iwao Ishii (ja)
- Musique : Naozumi Yamamoto
- Décors : Kiminobu Satō
- Sociétés de production : Shōchiku
- Pays de production :  Japon
- Langue originale : japonais
- Format : couleur — 2,35:1 — 35 mm — son mono
- Genres : comédie dramatique ; romance
- Durée : 92 minutes[3] (métrage : sept bobines - 2 519 m[3])
- Dates de sortie :
  - Japon : 28 avril 1971[3]
  - États-Unis : 25 juin 1971[2]

## Distribution
- Kiyoshi Atsumi : Torajirō Kuruma / Tora-san
- Chieko Baishō : Sakura Suwa, sa demi-sœur
- Shin Morikawa (ja) : Ryūzō Kuruma, son oncle
- Chieko Misaki (ja) : Tsune Kuruma, sa tante
- Gin Maeda (en) : Hiroshi Suwa, le mari de Sakura
- Rumi Sakakibara (ja) : Hanako Ōta
- Chōchō Miyako (ja) : Okiku, la mère de Torajirō
- Kunie Tanaka : le professeur Fukushi
- Hiroshi Inuzuka (ja) : le policier de Numazu
- Kosan Yanagiya (ja) : le tenancier d'un magasin de rāmen
- Gajirō Satō (ja) : Genko
- Hisao Dazai (ja) : Umetarō Katsura, le voisin imprimeur
- Chishū Ryū : Gozen-sama, le grand prêtre
- Sachiko Mitsumoto (ja) : Fuyuko, sa fille

## Récompense
- 1972 : Yōji Yamada obtient le prix du film Mainichi du meilleur réalisateur pour les films C'est dur d'être un homme : Un air de candeur, C'est dur d'être un homme : Le Bon Samaritain et C'est dur d'être un homme : Une vie simple[4],[5]